# Woodlawn (Maryland)
Pour les articles homonymes, voir Woodlawn.
Woodlawn est une localité CDP américaine située dans l’État du Maryland, dans la périphérie de Baltimore, comté de Baltimore. Sa population s’élevait à 39 079 habitants lors du recensement de 2000. Densité 1 451 hab/km2. La superficie totale de la localité est de 24,9 km2.